# Drenovac (miasto Vranje)
Drenovac (cyr. Дреновац) – wieś w Serbii, w okręgu pczyńskim, w mieście Vranje. W 2011 roku liczyła 117 mieszkańców.